# Honger

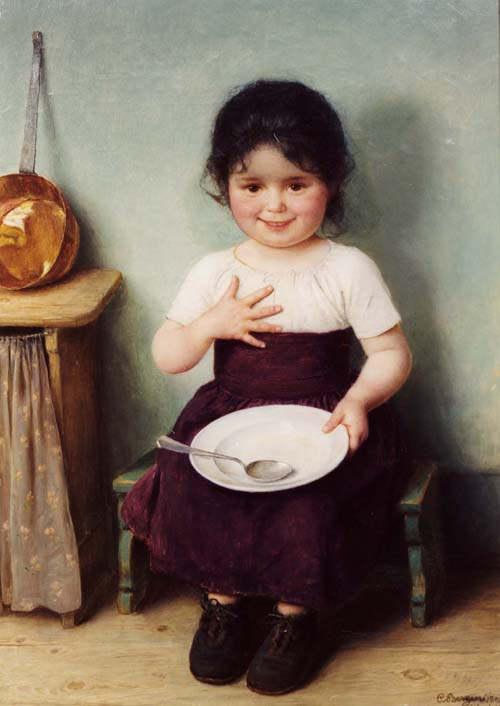
Schilderij Mädchen mit Teller van Carl von Bergen

Honger is het biologische signaal van het lichaam dat er behoefte aan eten is. Het wordt veroorzaakt door de daling van het glycogeen-gehalte in de lever tot onder een bepaald niveau. Een mens kan in principe tot vijftig dagen zonder voedsel, maar geen drie dagen zonder drinken (zie ook: dorst). Ook te veel eten na een periode van honger kan leiden tot de dood.
Honger wordt vaak onderscheiden van trek of appetijt: bij honger is er een acute noodzaak om voedsel tot zich te nemen, omdat anders ernstige lichamelijke schade kan ontstaan. Daarentegen kan men echter trek hebben zonder dat de primaire levensbehoefte aan voedsel in het gedrang is. Sommige mensen vinden, met name wanneer ze zelf in het verleden te maken hebben gehad met hongersnood, de dagelijkse uitdrukking 'Ik heb honger' ongepast, omdat trek niet te vergelijken zou zijn met daadwerkelijke honger.
In tegenstelling tot honger, die onvrijwillig is, kan men ervoor kiezen om te vasten, dit is zich gedurende een periode te onthouden van voedsel, meestal vanuit een religie of andere overtuiging. Een hongerstaking is een vasten om geweldloos pressie uit te oefenen, doorgaans voor een politiek doel. Ook kan men vergeten te eten, bij onbewuste verdringing. Hieraan ligt vaak een eetstoornis ten grondslag.
Ook overdrachtelijk kan honger tot grote nood leiden. Geestelijke honger is de ervaring van gebrek aan culturele en spirituele impulsen.